# Egzekucje w lesie Bór pod Skarżyskiem-Kamienną
Egzekucje w lesie Bór pod Skarżyskiem-Kamienną – masowe egzekucje obywateli polskich przeprowadzane przez okupantów niemieckich w lutym 1940 roku w podmiejskim lasku przy osiedlu Bór nieopodal Skarżyska-Kamiennej.
Na przełomie stycznia i lutego 1940 funkcjonariusze SS i policji niemieckiej aresztowali w Skarżysku-Kamiennej ok. 420 osób. Po ciężkim śledztwie blisko 360 zatrzymanych zostało rozstrzelanych w podmiejskim lasku przy osiedlu Bór (12-14 lutego 1940). Pozostałych więźniów przewieziono do Radomia, a następnie w większości stracono lub deportowano do obozów koncentracyjnych. Pretekstem do przeprowadzenia akcji eksterminacyjnej było rozbicie miejscowych struktur Organizacji Orła Białego, lecz prawdopodobnie jej rzeczywistym celem była likwidacja polskiej elity społecznej i intelektualnej w Skarżysku-Kamiennej.

## Preludium
Wkrótce po zakończeniu kampanii wrześniowej w Skarżysku-Kamiennej zaczęły się tworzyć pierwsze zręby konspiracji niepodległościowej. Już w październiku 1939 roku powstało tam ogniwo Tajnej Organizacji Wojskowej „Związek Orła Białego”. W jego szeregach znaleźli się przedstawiciele rozmaitych środowisk społecznych i zawodowych – m.in. zawodowi wojskowi, urzędnicy, kolejarze, pracownicy Państwowej Fabryki Amunicji, harcerze i harcerki. Aktywnym członkiem Organizacji Orła Białego był przedwojenny burmistrz Skarżyska-Kamiennej, Franciszek Tatkowski, oraz jego zastępca – Marian Maciejewski. W działalność podziemną zaangażowali się nawet miejscowi franciszkanie, którzy ukrywali broń na terenie swojego klasztoru.
Na skutek braku doświadczenia konspiratorów skarżyskie struktury Organizacji Orła Białego stosunkowo szybko zostały zinfiltrowane przez niemiecki aparat bezpieczeństwa. „Wsypa” organizacji dała okupantom pretekst do przeprowadzenia zakrojonej na szeroką skalę akcji represyjnej. 28 stycznia 1940 roku do Skarżyska-Kamiennej przybyła specjalna grupa niemieckiej policji bezpieczeństwa, złożona z 23 funkcjonariuszy. Na czele komanda stał SS-Hauptsturmführer Paul Fuchs, który w kolejnych latach miał zyskać opinię jednego z najskuteczniejszych i najgroźniejszych oficerów w urzędzie komendanta SD i policji bezpieczeństwa na dystrykt radomski. Esesmani ulokowali się w budynku szkoły powszechnej nr 1 przy ul. Stanisława Konarskiego. Jednocześnie Skarżysko-Kamienna zostało otoczone przez żołnierzy Wehrmachtu, a funkcjonariusze Ordnungspolizei obsadzili najważniejsze obiekty w mieście. Między 29 stycznia a 10 lutego komando Fuchsa – wsparte przez policję oraz miejscowych volksdeutschów, zrzeszonych w szeregach paramilitarnego Selbstschutzu – aresztowało w Skarżysku około 420 osób (niektóre źródła podają liczbę 450 aresztowanych). W gronie zatrzymanych znaleźli się m.in. burmistrz Tatkowski i wiceburmistrz Maciejewski, siedmiu franciszkanów, blisko 70 harcerzy i harcerek; liczni robotnicy, kolejarze, urzędnicy, przedstawiciele inteligencji, a także pewna liczba kupców i drobnych przedsiębiorców. Wielu spośród zatrzymanych należało przed wojną do organizacji krzewiących polskość – takich jak „Sokół” lub „Strzelec”.
Aresztowanych Polaków umieszczano początkowo w gmachu Ubezpieczalni Społecznej. Po pewnym czasie wszystkich więźniów przewieziono jednak do budynku szkoły przy ul. Konarskiego. Od tego momentu trafiali tam również wszyscy Polacy zatrzymani w późniejszej fazie akcji. Siedem szkolnych pomieszczeń, znajdujących się w suterenie i częściowo na piętrze, przekształcono w więzienne cele. Początkowo aresztanci nie otrzymywali wody i pożywienia. Dopiero po upływie dwóch dni Niemcy pozwolili miejscowej komórce PCK dostarczyć więźniom paczki żywnościowe. Aresztowani Polacy byli traktowani bardzo brutalnie, m.in. podczas załadowania i wyładowywania z samochodów byli oni nagminnie bici. Przesłuchaniom – prowadzonym najpierw w budynku ubezpieczalni, a później w budynku administracyjnym PFA – nierzadko towarzyszyło bicie, ściskanie kolan imadłem i przypiekanie świecą. Na skutek tortur zmarło co najmniej dwóch więźniów, a dwóch innych popełniło samobójstwo. Śledztwo było prowadzone przez przybyłych z Radomia esesmanów, którym w charakterze tłumaczy towarzyszyli członkowie miejscowego Selbstschutzu.

## Przebieg akcji eksterminacyjnej
11 lutego w jednym z pomieszczeń szkoły zaczął urzędować tzw. sąd policyjny, złożony z trzech oficerów SS. Prowadzone przed nim postępowanie stanowiło parodię wymiaru sprawiedliwości, gdyż żaden z „procesów” nie trwał dłużej niż 15 minut. Aresztowanych Polaków doprowadzano pojedynczo do sali, w której obradował „sąd”. Na miejscu nie przedstawiano więźniom żadnych zarzutów – pytano jedynie o nazwisko oraz przyznanie się do winy. Następnie – bez względu na odpowiedź więźnia – „sąd” ogłaszał wyrok śmierci, po czym skazańca wyprowadzano.
Począwszy od świtu 12 lutego skazańcy byli wywożeni na egzekucję. Na miejsce kaźni Niemcy wybrali podmiejski lasek Bór, położony nieopodal drogi prowadzącej do Bliżyna. Skazańców grupami po 5-10 osób ładowano do samochodów ciężarowych, które krążąc na zmianę odjeżdżały sprzed szkoły średnio co 15-20 minut. Przy ładowaniu na ciężarówki ofiary nierzadko były bite i brutalnie poszturchiwane. W lesie skazańców rozstrzeliwano nad wykopanymi uprzednio dołami. Egzekucje trwały od świtu do zmierzchu, łącznie przez trzy dni. Masowe groby zostały zasypane dopiero po zakończeniu masakry.
Część Polaków przetrzymywanych w szkole nr 1 uniknęła wywiezienia na egzekucję. Ponadto w dniu 14 lutego kilkunastu załadowanych już na ciężarówkę skazańców Niemcy niespodziewanie zabrali z powrotem do cel. W ten sposób pozostało przy życiu 61 więźniów (niektóre źródła wskazują liczbę 80). Przebywali oni jeszcze przez kilka dni na terenie szkoły przy ul. Konarskiego, po czym zostali wywiezieni do Radomia (najprawdopodobniej na polecenie Fuchsa).
Zbrodnia w lesie Bór była pierwszą wielką masakrą ludności polskiej na Kielecczyźnie w okresie II wojny światowej. Andrzej Jankowski uznał ją także za pierwszą zakrojoną na szeroką skalę niemiecką akcję represyjną wymierzoną w polską inteligencję z terenów dystryktu radomskiego. Egzekucje na Borze są często wiązane ze sprawą dekonspiracji skarżyskiego ogniwa Organizacji Orła Białego. Prawdopodobnie owa „wsypa” stanowiła jednak pretekst do zastosowania masowych represji, których prawdziwym celem była likwidacja polskiej elity społecznej i intelektualnej w Skarżysku-Kamiennej. Może na to wskazywać m.in. fakt, iż wiele ofiar nie miało żadnych związków z ruchem oporu. Ponadto podczas poprzedzających masakrę przesłuchań esesmani stosunkowo rzadko pytali więźniów o powiązania konspiracyjne. Zamiast tego starali się raczej uzyskać informacje na temat lokalnych stosunków oraz struktur i składu osobowego organizacji krzewiących polskość. Powodem przeprowadzenia tak brutalnej akcji represyjnej mogło być także znaczenie Skarżyska-Kamiennej jako ośrodka przemysłu zbrojeniowego. Raport o „sytuacji wewnętrznej w kraju” sporządzony w marcu 1940 przez dowódcę Związku Walki Zbrojnej, pułkownika Stefana Roweckiego ps. „Grot”, wskazywał bowiem, że na początku 1940 roku Niemcy zaostrzyli terror wobec robotników i personelu technicznego zakładów przemysłu zbrojeniowego w Generalnym Gubernatorstwie.

### Ofiary
Zazwyczaj szacuje się, że ofiarą przeprowadzanych na Borze egzekucji padło ok. 360 osób. Niepełna lista ofiar masakry liczy 167 nazwisk. Znaleźli się na niej m.in.:
- działacze społeczni – Jadwiga Barańska (b. komendantka żeńskiego hufca ZHP w Skarżysku-Kamiennej), Roman Klimaszewski (członek „Sokoła”, pracownik kolei), Józef Łyżwa (porucznik WP, komendant skarżyskiego oddziału „Strzelca”), Józef Małowicz (komendant hufca ZHP w Skarżysku-Kamiennej, członek Organizacji Orła Białego), Waleria Ogrodnik (sekretarz zarządu „Strzelca” w Skarżysku-Kamiennej, działaczka ZHP), Czesław Pospieszyński (urzędnik kolejowy, członek zarządu skarżyskiego oddziału „Sokoła”, społecznik), Janina Pruchnicka (urzędniczka w PFA, członkini „Strzelca” i POW), Janina Szczepańska-Bilska (działaczka ZHP);
- oficerowie WP – Józef Bańbura (podporucznik WP, technik-mechanik w PFA), Zbigniew Barański (porucznik WP, członek Organizacji Orła Białego), Aleksander Pierwocha (technik w PFA, porucznik WP, działacz Związku Rezerwistów WP);
- franciszkanie z klasztoru w Skarżysku Kamiennej – o. Teodor Ignacy Filip (gwardian), o. Anatol Gałucha, o. Alojzy Śmigiel, br. Kazimierz Gałek, br. Hugolin Grodzki, br. Łukasz Neugebauer, br. Jan Stawarz;
- około 70 harcerzy i harcerek (najmłodszą ofiarą był 14-letni Karol Kuźniar (ur. 23 kwietnia 1925), uczeń tajnych kompletów. Choć jego matka wyjednała u Generalnego Gubernatora Hansa Franka zmianę wyroku śmierci na dożywotnie pozbawienie wolności, to nowa decyzja zapadła już zbyt późno[11]);
- inni – Antoni Chamski (urzędnik, pracownik PKP), Henryk Gąsiewicz (technik dentystyczny), Janina Jaworska (właścicielka trafiki), Jerzy Łukomski (technik, z-ca naczelnika oddziału mechanicznego PKP w Skarżysku), Paweł Stępień (leśniczy z Rejowa), Wanda Wysocka (nauczycielka).

Niektóre rodziny ze Skarżyska-Kamiennej straciły w masakrze kilku krewnych. Na Borze zamordowano m.in. czterech braci Jankowskich, dwóch braci Kowalczyków, pięciu mężczyzn z rodziny Gontaszewskich oraz troje członków rodziny Wątłych.

## Losy więźniów wywiezionych do Radomia
Po przywiezieniu do Radomia aresztanci ze Skarżyska zostali ulokowani w gmachu więzienia przy ul. Malczewskiego. Najprawdopodobniej umieszczono ich w czterech osobnych celach. Podczas ewidencji w aktach kilkunastu więźniów zamieszczono adnotację „nie zwalniać”, co w praktyce oznaczało wyrok śmierci. Uwięzieni Polacy ze Skarżyska na równi z innymi więźniami cierpieli na skutek brutalności strażników oraz ciężkich warunków bytowych panujących w radomskim więzieniu. Istnieje relacja mówiąca, iż dwóm więźniom – Ludwikowi Milke i Bogdanowi Szottowi – Niemcy bezskutecznie proponowali przyjęcie volkslisty.
10 kwietnia 1940 Niemcy rozstrzelali na Firleju grupę więźniów, w której znajdowało się co najmniej dziewięciu znanych z nazwiska mieszkańców Skarzyska-Kamiennej i okolic. Świadkowie wskazywali, iż w gronie ofiar znalazły się przede wszystkim osoby, które 14 lutego zawrócono w ostatniej chwili z drogi na miejsce kaźni na Borze. Zginęli m.in.: Stanisław Dejworek (pracownik umysłowy w PFA, działacz FON), Edward Juzoń (buchalter w PFA), Rudolf Nowak (księgowy, działacz ZHP) oraz Ludwik Milke (kapitan WP, szef produkcji wojskowej w PFA).
Dziesięć dni później ok. 20-26 mieszkańców Skarżyska zostało niespodziewanie zwolnionych do domów – rzekomo z okazji urodzin Hitlera. Już 4 lipca w kolejnej masowej egzekucji na Firleju zamordowano jednak co najmniej 18 więźniów ze Skarżyska. Zginęli wówczas m.in. burmistrz Franciszek Tatkowski i wiceburmistrz Marian Maciejewski, a także Adam Bugajski (urzędnik PKP), Franciszek Gontaszewski (agronom), Kazimierz Goźliński (inżynier, pracownik PKP), Edward Jackowski (porucznik rezerwy, drużynowy skautów), Władysław Sułek (urzędnik), Antoni Sułkowski (technik, urzędnik kolejowy) i Stanisław Tański (rotmistrz rezerwy, właściciel zakładów przemysłowych w Suchedniowie). Pozostałych przy życiu więźniów deportowano do obozów koncentracyjnych lub przeniesiono do innych więzień (ustalono nazwiska dwóch deportowanych – Józef Erbel, Marian Jarosiński).

## Epilog
Ludność Skarżyska-Kamiennej bardzo szybko poznała prawdę o przeprowadzanych na Borze egzekucjach. Jeszcze przed końcem lutego 1940 harcerz Władysław Wasilewski wraz z kilkoma kolegami postawił na miejscu kaźni brzozowy krzyż.
Po wojnie na zbiorowej mogile w lesie Bór został postawiony pomnik z rzeźbą przedstawiającą Chrystusa dźwigającego krzyż. Na postumencie umieszczono żeliwną tablicę z datą zbrodni i napisem: „Przechodniu! Powiedz Polsce, tu leżym, Jej syny: posłuszni i wierni do ostatniej godziny”.

## Odpowiedzialność sprawców
Odpowiedzialność za działania prowadzone zimą 1939/40 roku przez niemiecki aparat bezpieczeństwa w dystrykcie radomskim – a więc również za egzekucję w lesie Bór – spada w pierwszym rzędzie na ówczesnego gubernatora dystryktu, Karla Lascha, oraz ówczesnego Dowódcę SS i Policji w dystrykcie radomskim – SS-Oberführera Fritza Katzmanna. Lasch zmarł w niejasnych okolicznościach w czerwcu 1942 roku. Katzmann do swojej śmierci w 1957 ukrywał się w zachodnioniemieckim Darmstadt pod przybranym nazwiskiem.
SS-Hauptsturmführer Paul Fuchs przeżył wojnę. Przez ponad 20 lat mieszkał w Augsburgu nie niepokojony przez zachodnioniemiecki wymiar sprawiedliwości. Dopiero w 1972 roku stanął przed sądem w Hamburgu, oskarżony o udział w zbrodniach na żydowskiej ludności dystryktu radomskiego. Proces zakończył się w lutym 1973 wyrokiem uniewinniającym oskarżonego. W 1975 roku Federalny Trybunał Sprawiedliwości podtrzymał ten werdykt. Fuchs zmarł w 1983 roku.